# 前田篤哉
前田 篤哉（まえだ あつや、1996年11月29日 - ）は、愛知県常滑市出身のボートレーサー。登録第4983号。身長173cm。血液型O型。120期。
愛知支部の期待のホープ『前田3兄弟』の長男であり、実弟に123期の前田滉、124期の前田翔がいる

## 来歴
愛知県常滑市で生まれ育つ。愛知県立常滑高等学校卒業。
高校卒業後、ガソリンスタンドでアルバイトをしながらボートレーサー養成所への試験に挑戦し3回目受験で合格。 
- 2016年4月、第120期選手養成員として、やまと学校（現・ボートレーサー養成所）入学[1]。（第120期は「やまと学校」という名称で最後の入学組。）
- 2017年3月21日、選手登録。
- 2017年5月20日からボートレース常滑で開催された 一般戦「オラレセントレア開設5周年記念」初日第1Rでデビュー[2]。（6号艇 6着）
- 2017年7月7日からボートレース桐生で開催された 一般戦「第14回新東通信杯 MBP福島開場6周年記念」5日目第1Rで初勝利[3]。
- 2018年8月27日からボートレース蒲郡で開催された 一般戦「名鉄バス杯争奪戦」でデビュー初優出[4]。（6号艇 6着）
- 2019年9月18日からボートレース三国で開催された G1「第6回ヤングダービー」でG1初出場[5]。5日目（22日）第4RでG1初勝利[6]。
- 2020年9月17日からボートレースびわこで開催された G1「第7回ヤングダービー」で2回目のG1出場[7]。5日目第8RでG1で2勝目[8]。
- 2020年10月5日からボートレース桐生で開催された 一般戦「ルーキーシリーズ第18戦スカパー！第20回JLCカップ」でデビュー初優勝[9]。（3号艇）
- 2021年2月4日に開催された優秀選手表彰に於いて、最優秀新人選手として表彰された[10]。

## 戦績
- 出走回数：1173回
- 1着回数：271回
- 優出回数：28回
- 優勝回数：6回
- フライング(F)回数：3回
- 出遅れ(L)回数：1回
- 通算勝率：5.78
- 2連対率：39.81
- 3連対率：56.27
- 生涯獲得賞金：106,383,183円